# Scie à format
La scie à format est une scie composée d'un groupe de sciage fixe. C'est l'opérateur qui pousse la pièce à scier à l'aide de la table mobile (ou chariot).

## Types
Il existe 3 types de scies à format :
- Les scies stationnaires ;
- Les scies portatives ;
- Les scies réversibles (ou hybrides) : ce type à l'avantage de pouvoir être transformé en scie radiale, par simple rotation de la table de la machine.

## Composition
La scie à format est composée de :
- Un bâti conçu afin d’amortir les vibrations résiduelles. Il supporte également les organes importants de la machine comme le groupe de sciage, les éléments de transmission ou l'armoire de commande.
- Un chariot ou un guide de tronçonnage servant pour les coupes de longueur et éviter le rejet de la pièce.
- Un guide parallèle pour les coupes de largeur.
- Un inciseur qui est une petite lame tournant en sens inverse par rapport à la lame principale. Il réalise une coupe de 3 mm de profondeur. Il est utilisé pour les découpes de panneaux afin de ne pas écailler la surface inférieure lors de la sortie de la lame.
- Un couteau diviseur afin d'éviter le rejet de la pièce.

La partie de la lame présente sous la table est protégée par un carter, servant également pour le captage des copeaux. Certains modèles de machine disposent également d'un protecteur supérieur aussi équipé d'un système de captage des copeaux.

## Utilisations
Elle permet le débit de bois massif. On peut aussi réaliser le délignage (sciage dans le sens du fil) des planches grâce à une butée de délignage qu'il est possible de monter sur la table. Le tronçonnage (sciage perpendiculaire aux fibres du bois) des planches peut se faire en utilisant le guide perpendiculaire du chariot.
La scie à format permet également de scier les panneaux dérivés du bois.

## Sécurité

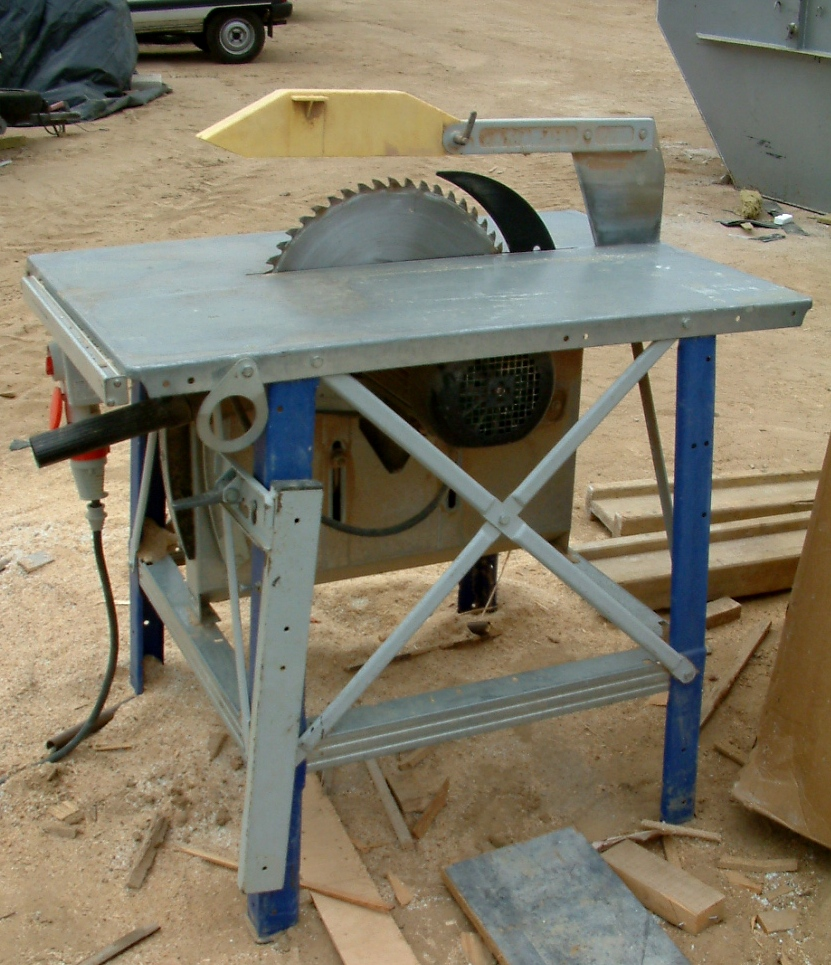
Scie circulaire à table avec coche de fente (noir, derrière la lame de scie).

### Couteau diviseur
Le couteau diviseur est un organe de sécurité important, car il permet d'éviter le rejet de la pièce mais aussi d’empêcher que les mains soient happées par la partie arrière de la lame. Le couteau diviseur est choisi et réglé en fonction du diamètre de la lame.

### Extraction de la sciure
En cas de mauvaise extraction de la sciure, celle-ci est susceptible de s'accumuler sous la lame de scie. Par friction, la lame risque d'enflammer les résidus accumulés. Afin de faciliter l'extraction, la machine doit être reliée à un système d'aspiration.

### Système de dépression
Certaines scies sont maintenant équipées d'un système de pompe à vide, afin que l'opérateur n'ait plus besoin de maintenir manuellement la pièce. Les deux mains sont libérées, afin de pouvoir faire avancer la table mobile.

## Types de lames
Chaque matériau nécessite un type de lame pour sa découpe :
| Type de lame                     | Utilisation                               |
| -------------------------------- | ----------------------------------------- |
| Denture alternée                 | Panneau de fibre ou Panneau de particules |
| Denture gouge - toit             | Mélaminé ou Stratifié                     |
| Denture trapézoïdale chanfreinée | Plexiglas                                 |
| Denture plate                    | Bois massif                               |

Les lames de scie avec un pas d'usinage (distance entre deux arêtes tranchantes) important, sont à utiliser pour les travaux de débit. Les lames avec pas d'usinage faible sont quant à elles idéale pour la découpe des panneaux ou la mise à longueur des pièces.